# Абдулхуссейн Гажир
Абдулхуссейн Гажир (перс. عبدالحسین هژیر; 4 червня 1902 — 5 листопада 1949) — іранський державний і політичний діяч, прем'єр-міністр країни в другій половині 1948 року.

## Життєпис
Народився в Тегерані, закінчив Дар ул-Фунун, після чого працював у посольстві Ірану в Радянському Союзі. В кабінеті Ахмада Кавама Гажир обіймав посаду міністра фінансів.
13 червня 1948 року Гажир очолив уряд. Одразу після свого призначення Абдулхуссейн зазнав критики аятоли Аболь-Касема Кашані, який назвав Гажира шпигуном Британської імперії. Аятола організував демонстрації проти нового прем'єра-міністра. Призначення Гажира на посаду було спричинено тим, що керівництво Ірану планувало укласти нову угоду, що регулювала б діяльність Англо-перської нафтової компанії. Парламент Ірану бажав отримувати більш високий відсоток прибутків від видобутку нафти в Ірані. Абдулхуссейн Гажир підготував таку угоду, але сам її не підписав, оскільки вийшов у відставку з посади через демонстрації, що продовжувались проти його уряду.
4 лютого 1949 року стався замах на шаха Мохаммеда Резу Пахлаві. Виконавець Фахр Арай кілька разів вистрелив у шаха, втім поранення виявились не смертельними. Після тих подій почались репресії проти організаторів замаху, зокрема була заборонена Народна партія Ірану. Противники режиму Пахлаві не зупинились і 4 листопада 1949 року Хуссейн Емамі вдарив ножем Абдулхуссейна Гажира, коли той входив до мечеті в Тегерані. Наступного дня Гажир помер у лікарні від отриманих поранень.